# Králova Lhota (okres Rychnov nad Kněžnou)
Králova Lhota (německy Königshufen) je obec, která se nachází v okrese Rychnov nad Kněžnou v Královéhradeckém kraji. Žije zde 266 obyvatel.

## Historie
První písemná zmínka o obci pochází z roku 1356.
V obci žil Josef Macháček, vydavatel zemědělských adresářů českých zemí z let 1907–1914.

### Exulanti
Dle Soupisu poddaných podle víry žilo v roce 1651 v Králově Lhotě 128 obyvatel a žádný z nich se ke katolické víře nepřihlásil. V berní rule z roku 1654 je uveden soupis majetku exulantů, archiválie jsou uloženy ve Státním oblastním archivu v Hradci Králové. V dobách protireformace, po opočenské rebelii v roce 1732, byli mnozí obyvatelé Královy Lhoty uvězněni. Místodržitelský patent, vydaný dne 29. ledna 1726, zpřísnil tresty pro usvědčené „kacíře“ a to od jednoho roku nucených prací až po trest smrti. V Králově Lhotě působil i Antonín Koniáš. Proto během slezských válek emigrovaly celé rodiny, a to pod ochranou vojska pruského krále.
Hromadnou emigraci nekatolíků z této oblasti zajistil Jan Liberda, zprostředkoval generál Christoph Wilhelm von Kalckstein, podporu přislíbil pruský král Fridrich II. Veliký. Ve stručnosti: V roce 1742 emigrovali z Královy Lhoty do Münsterbergu Martin a Jan Jirsák (Jersák, Girsak) zanechali v Králově Lhotě mnoho majetku, patřili k zakladatelům Friedrichova Tábora v pruském Slezsku, v roce 1802 spoluzakládati město Zelov, jejich jména jsou ve všech exulantských koloniích včetně Volyně. Někteří potomci tohoto košatého rodu jsou významnými představiteli evangelické reformované církve či baptistické duchovní tradice. V roce 1742 Královu Lhotu opustilo 41 osadníků s rodinami. Kouba Jan a Kouba Matěj byli spoluzakladateli exulantské obce Husinec v pruském Slezsku. Jiří Krejcárek, stolař z Královy Lhoty, u nějž byly nalezeny zakázané knihy, se v roce 1766 vzdal svého podílu půdy v Horních Poděbradech a usadil se v Münsterbergu. Václav Vilímek spoluzakládal již výše zmíněný Husinec (v roce 1732 byl vězněn za to, že se u něj konala náboženská shromáždění)

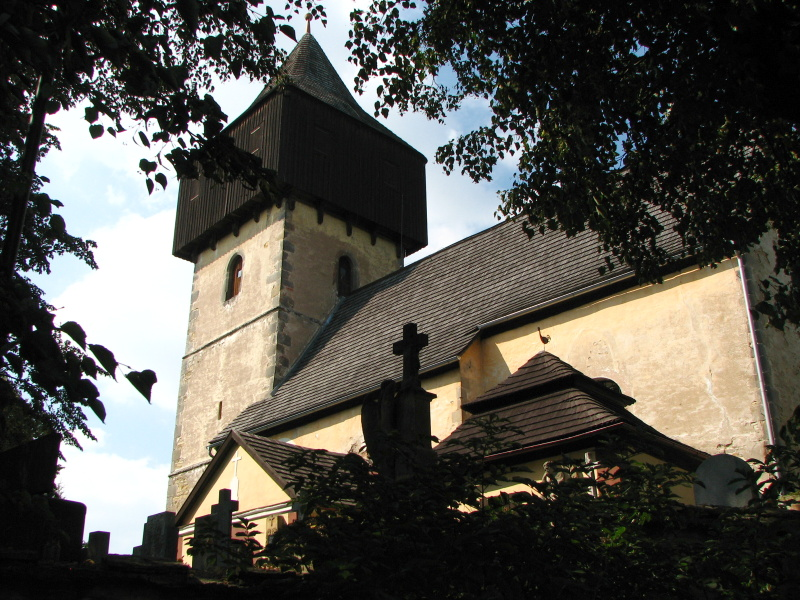
Kostel sv. Zikmunda

## Pamětihodnosti
- Kostel svatého Zikmunda
- Venkovská usedlost čp. 22

## Významní rodáci
- Karel Hladík (1912 – 1967) – český sochař a profesor Akademie výtvarných umění v Praze.